# Vavara breviflora
Vavara breviflora är en akantusväxtart som beskrevs av Raymond Benoist. Vavara breviflora ingår i släktet Vavara och familjen akantusväxter. Inga underarter finns listade i Catalogue of Life.